# الریث
الریث (به عربی: محافظة الريث) یک منطقهٔ مسکونی در عربستان سعودی است که در استان جازان واقع شده‌است.